# دوري خاص بهم
دوري خاص بهم (بالإنجليزية: A League of Their Own)‏ هو فيلم رياضي كوميدي دراما أمريكي من إخراج بيني مارشال وبطولة توم هانكس، جينا ديفيس، مادونا، لوري بيتي، جون لوفيتز، روزي أودونيل، ديفيد ستراثيرن وغاري مارشال، صدر الفيلم في 1 يوليو 1992.

## روابط خارجية
- دوري خاص بهم على موقع IMDb (الإنجليزية)
- دوري خاص بهم على موقع ميتاكريتيك (الإنجليزية)
- دوري خاص بهم على موقع الموسوعة البريطانية (الإنجليزية)
- دوري خاص بهم على موقع روتن توميتوز (الإنجليزية)
- دوري خاص بهم على موقع نتفليكس (الإنجليزية)
- دوري خاص بهم على موقع قاعدة بيانات الأفلام العربية
- دوري خاص بهم على موقع ألو سيني (الفرنسية)
- دوري خاص بهم على موقع Turner Classic Movies (الإنجليزية)
- دوري خاص بهم على موقع أول موفي (الإنجليزية)
- دوري خاص بهم على موقع بوكس أوفيس موجو (الإنجليزية)